# Municipio de Hokah
El municipio de Hokah (en inglés, Hokah Township) es una municipio del condado de Houston, Minnesota, Estados Unidos. Según el censo de 2020, tiene una población de 441 habitantes.

## Geografía
Está ubicado en las coordenadas 43°45′39″N 91°17′59″O / 43.76083, -91.29972 (43.760793, -91.299626). Según la Oficina del Censo de los Estados Unidos, el municipio tiene una superficie total de 65.85 km², de la cual 58,98 km² corresponden a tierra firme y (10,44 %) 6,87 km² es agua.

## Demografía
Según el censo de 2020, hay 441 personas residiendo en la zona. La densidad de población es de 7,5 hab./km². El 96,37 % de los habitantes son blancos; el 0,23 % es afroamericano; el 0,23 % es amerindio; el 0,45 % son de otras razas, y el 2,72% son de una mezcla de razas. No hay hispanos o latinos viviendo en la región.